# Синьфэн (Цзянси)
Синьфэ́н (кит. упр. 信丰, пиньинь Xìnfēng) — уезд городского округа Ганьчжоу провинции Цзянси (КНР).

## История
Во времена империи Тан в 682 году южная часть уезда Нанькан была выделена в отдельный уезд Наньань (南安县). В 742 году в связи с тем, что по соседству (на территории современной провинции Фуцзянь) имелся уезд с точно таким же названием, уезд был переименован в Синьфэн.
После образования КНР в 1949 году был создан Специальный район Ганьчжоу (赣州专区), и уезд вошёл в его состав. В ноябре 1949 года Специальный район Ганьчжоу был расформирован, и был создан Ганьсинаньский административный район (赣西南行署区). 17 июня 1951 года был упразднён Ганьсинаньский административный район и воссоздан Специальный район Ганьчжоу. В мае 1954 года Специальный район Ганьчжоу был переименован в Ганьнаньский административный район (赣南行政区). В мае 1964 года Ганьнаньский административный район был снова переименован в Специальный район Ганьчжоу. В 1970 году Специальный район Ганьчжоу был переименован в Округ Ганьчжоу (赣州地区).
Постановлением Госсовета КНР от 24 декабря 1998 года Округ Ганьчжоу был преобразован в городской округ; это постановление вступило в силу с 1 июля 1999 года.

## Административное деление
Уезд делится на 13 посёлков и 3 волости.